# Воскресенское (Износковский район)
Воскресенское, Воскресенское на Бердях — историческое место на территории современного Износковского района Калужской области России.
Бывшее дворцовое село стана Брагин Холм Можайского уезда, разорённое и исчезнувшее в Смутное время. Стояло на левом берегу речки Желонги — притоке Истры.

## Топоним
В Можайских актах (1653 год) упоминается как пустошь на месте села Воскресенское на Бердях и церкви Воскресения Христа.
Корень «бердо» в названии села означает обрыв реки, то есть село стояло на обрывистом берегу речки Желонги.

## География
Границы села описываются по следующим приметам: священный дуб, Можайская дорога, упоминаются деревни Поляны, Рожково и село Ореховня.

## История
В конце XVIII века именуется пустовым оброчным погостом Экономического ведомства. В 1724 году землёй владел стольник Иван Меркульев.